# Novara Hockey Club 1932
Questa voce raccoglie le informazioni riguardanti il Novara Hockey Club nelle competizioni ufficiali della stagione 1932.

## Maglia
| 1ª divisa |

## Organico

### Giocatori
| N° | Naz.              | Ruolo | Sportivo             |  |  |  |
| -- | ----------------- | ----- | -------------------- |  |  |  |
|    | Italia (bandiera) | E     | Francesco Cestagalli |  |  |  |
|    | Italia (bandiera) | E     | Carlo Ciocala        |  |  |  |
|    | Italia (bandiera) | P     | Alceo Concia         |  |  |  |
|    | Italia (bandiera) | E     | Piero Drisaldi       |  |  |  |
|    | Italia (bandiera) | E     | Luigi Gallina        |  |  |  |
|    | Italia (bandiera) | P     | Angelo Grassi        |  |  |  |
|    | Italia (bandiera) | E     | Fiorenzo Zavattaro   |  |  |  |

### Staff tecnico
- Allenatore:  Vittorio Masera

## Risultati

### Divisione Nazionale
| Roma 29 ottobre 1932 | Amatori Roma | 3 – 9 | Novara |  |

| Roma 29 ottobre 1932 | Urbe Roma | 0 – 16 | Novara |  |

| Roma 29 ottobre 1932 | Lazio | 2 – 8 | Novara |  |

| Roma 30 ottobre 1932 | Novara | 10 – 3 | Mens Sana Siena |  |

| Roma 30 ottobre 1932 | Novara | 16 – 3 | Gloria Milano |  |

| Roma 30 ottobre 1932 | Novara | 20 – 2 | Urbe Roma |  |

| Roma 30 ottobre 1932 | Novara | 1 – 0 | Milan |  |

| Roma 30 ottobre 1932 | Novara | 14 – 0 | Urbe Roma |  |